# LEVEL 4 (globeのアルバム)
『LEVEL 4』（レベル・フォー）は、globeの9枚目のフルアルバム。発売元はavex globe。

## 解説
2003年3月26日にシングル「get it on now feat. KEIKO」と同時発売。オリジナルアルバムでは初めてコピーコントロールCD（CCCD）を導入した。globeにYOSHIKIが加入した後に初めて発表されたオリジナルアルバムである。ただし、2002年11月27日にシングルとして発売していた『seize the light』以外にYOSHIKIが手掛けた楽曲は存在しない。楽曲制作以外では小室哲哉と連名でシンセサイザーを演奏している。なお、その後のglobeとYOSHIKIのコラボレーションに関してはglobe extremeの項を参照。
「まず音色を制作する現場の人達が、僕らの作った音色を楽しんで欲しい」というコンセプトで制作された。小室の作業が立て込んでいる時はYOSHIKIがボーカルディレクションを行った。
シンセサイザーはKORG KARMA・Access Virusシリーズ・Nord Lead3・Elektron Machinedrum・microKORG・Roland V-Synthをメインに使用された。「get it on now feat. KEIKO」「INSIDE feat. MARC」「blow」においては、Roland V-Synthに取り込んだKEIKOの声をバリフレーズ機能等で作り込んで鳴らした。
デビュー以来、オリジナルアルバムはオリコンチャート（週間）10位以内を記録していたが、本作の最高順位は17位となりオリジナルアルバムとしては初めて10位を下回った。これは2025年現在、globeのオリジナルアルバムの中では最も低い順位である。

## 収録曲
| #         | タイトル                      | 作詞                 | 作曲      | 編曲      | 時間  |
| --------- | ----------------------------- | -------------------- | --------- | --------- | ----- |
| 1.        | 「out of © control」          | 小室哲哉・RAP詞:MARC | 小室哲哉  | 小室哲哉  | 10:42 |
| 2.        | 「get it on now feat. KEIKO」 | 小室哲哉・RAP詞:MARC | 小室哲哉  | 小室哲哉  | 5:27  |
| 3.        | 「weather report」            | 小室哲哉・RAP詞:MARC | 小室哲哉  | 小室哲哉  | 9:13  |
| 4.        | 「THE BOX」                   | KEIKO・小室哲哉      | 小室哲哉  | 小室哲哉  | 5:36  |
| 5.        | 「this is the last night」    | MARC                 | MARC      | MARC      | 5:59  |
| 6.        | 「INSIDE feat. MARC」         | -                    | 小室哲哉  | 小室哲哉  | 12:21 |
| 7.        | 「seize the light」           | YOSHIKI・小室哲哉    | YOSHIKI   | YOSHIKI   | 6:43  |
| 8.        | 「blow」                      | -                    | 小室哲哉  | 小室哲哉  | 3:10  |
| 9.        | 「compass」                   | 小室哲哉・RAP詞:MARC | 小室哲哉  | 小室哲哉  | 5:52  |
| 合計時間: | 合計時間:                     | 合計時間:            | 合計時間: | 合計時間: | 65:03 |

## 楽曲解説
1. out of © control
  - 本作と同時発売である29thシングルのカップリング曲。
  - 表記はないがアルバムバージョン。
  - メロディが一瞬でひらめいた後、歌詞も書き始めて3～4時間で出来た[1]。
2. get it on now feat. KEIKO
  - 本作と同時発売である29thシングル。
  - アルバムの中で最後に出来た曲[1]。
3. weather report
  - テーマは「携帯機器で全てを済ませた気になっている様な、ライフスタイルの歪みを俯瞰で眺める主人公」[1]。
  - メロディは「TM NETWORKに近いポップな感じ」と称している[1]。
4. THE BOX
  - テーマは「現代のライフスタイルの歪み」「進みすぎて、遅れすぎているバランスの悪さ」で、タイトルはそれによる閉塞感を表した[1]。
5. this is the last night
  - 現在globeの楽曲で小室が制作に携わっていない唯一の曲。
6. INSIDE feat. MARC
  - 歌詞表記はないがインストゥルメンタルではなく、マークのラップが随所に挿入されている。
  - 一部のメロディで使われているKEIKOの声はサンプリングではなく、音声合成である[1]。
  - 「アイウエオ」と言ってもらったものを取り込めば、仮歌が作れる機械を1999年からある楽器メーカーと共同で開発していた。その試作機を使って出来た曲[1]。
7. seize the light
Additional Arranged: 小室哲哉
  - 28thシングル。テレビ朝日系海外ドラマ『ダークエンジェル』日本イメージソング。
  - 表記はないがアルバムバージョン。
8. blow
  - 「INSIDE feat. MARC」と同じノウハウで作った[1]。
  - テーマは「最後の曲の前だから、少し肩の力が抜けるように」作ることを心掛けた[1]。
9. compass
  - 28thシングルのカップリング曲。
  - 表記はないがアルバムバージョン。

## クレジット
- Produced : globe

- All Synthesizer Performed : 小室哲哉, YOSHIKI
- Guitars : 松尾和博 (#2), Chami (#5), YOSHIKI (#7)
- Mixed : Dave Ford, 小室哲哉
- Mastered : 前田康二
- Engineered : 佐竹央行, 若公俊広, Troy Gonzalez, 杉山勇司, Dokk Knight
- Synthesizer Programming : 岩佐俊秀
- Programming ("this is the last night") : 245 (MARC, Chami)
- A&R Chief : ほしのしげのぶ
- A&R : ごとうけんご, 佐々木淳
- Supervised : 下川大介
- Production supported : おおきけんと
- Advisory produced : 千葉龍平, 新崎英美
- General produced : 林真司, 大下勝朗, 土屋純一
- Executive produced : 松浦勝人
- Art Direction, Design : THROUGH.
- Photographer : 舞山秀一